# Liechtenstein na Zimowych Igrzyskach Olimpijskich 2010

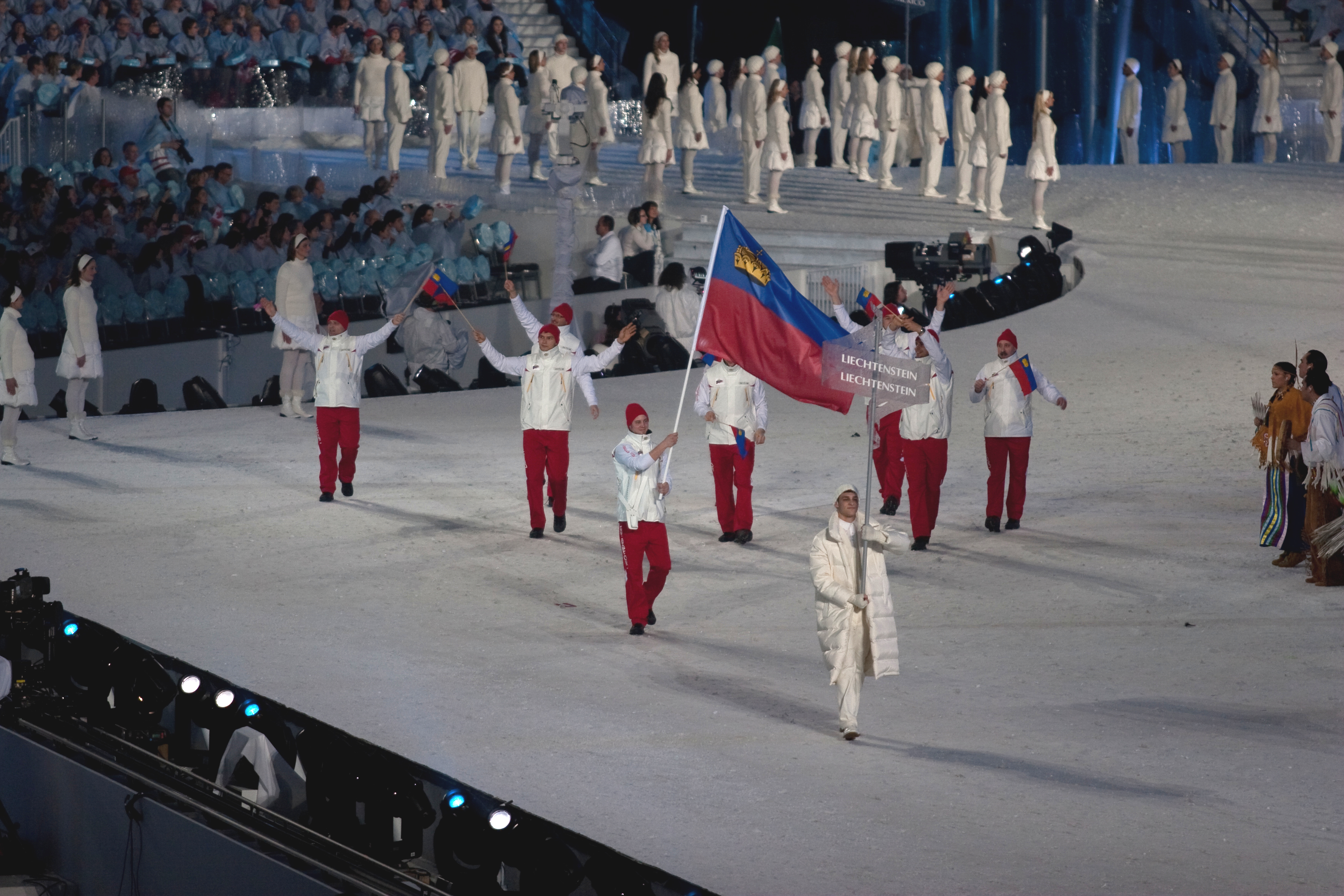
Reprezentacja Liechtensteinu podczas ceremonii otwarcia Zimowych Igrzysk Olimpijskich 2010

Liechtenstein na Zimowych Igrzyskach Olimpijskich 2010 reprezentowało 6 zawodników.

## Kadra

### Narciarstwo alpejskie

#### Mężczyźni
| Zawodnik     | Konkurencja | Konkurencja | Konkurencja              | Konkurencja              |
| Zawodnik     | Zjazd       | Zjazd       | Supergigant              | Supergigant              |
| Zawodnik     | Czas        | Pozycja     | Czas                     | Pozycja                  |
| ------------ | ----------- | ----------- | ------------------------ | ------------------------ |
| Marco Büchel | 1:54,84     | 8.          | Nie ukończył konkurencji | Nie ukończył konkurencji |

#### Kobiety
| Zawodniczka | Konkurencja       | Konkurencja       | Konkurencja      | Konkurencja      |
| Zawodniczka | Slalom specjalny  | Slalom specjalny  | Slalom specjalny | Slalom specjalny |
| Zawodniczka | Czas 1. przejazdu | Czas 2. przejazdu | Czas łączny      | Pozycja          |
| ----------- | ----------------- | ----------------- | ---------------- | ---------------- |
| Marina Nigg | 53,78             | 53,05             | 1:46,83          | 22.              |

### Bobsleje

#### Mężczyźni
| Osada | Zawodnicy                    | Konkurencja | Ślizg 1 | Ślizg 2                         | Ślizg 3                         | Ślizg 4                         | Łącznie                         | Pozycja                         |
| ----- | ---------------------------- | ----------- | ------- | ------------------------------- | ------------------------------- | ------------------------------- | ------------------------------- | ------------------------------- |
| LIE-I | Michael Klingler Thomas Dürr | Dwójki      | 56,18   | Nie stanęli na stacie 2. ślizgu | Nie stanęli na stacie 2. ślizgu | Nie stanęli na stacie 2. ślizgu | Nie stanęli na stacie 2. ślizgu | Nie stanęli na stacie 2. ślizgu |